# Almog Buzaglo
Almog Buzaglo (in ebraico אלמוג בוזגלו‎?; Karmiel, 8 dicembre 1992) è un calciatore israeliano, centrocampista del Bnei Yehuda.

## Biografia
Il padre Jacob è stato un calciatore negli anni Settanta e Ottanta. È l'ultimo di quattro fratelli, tutti calciatori.

## Palmarès

### Club

#### Competizioni nazionali
- Coppa d'Israele: 1

Bnei Yehuda: 2016-2017